# 卡斯滕·内姆拉
卡斯滕·内姆拉（Casten Nemra，1971年7月29日—），馬紹爾群島前任總統。

## 生平
内姆拉毕业于美国波特兰州立大学，2015年当选贾卢伊特环礁议员。2016年1月11日就任马绍尔群岛总统，成为马绍尔群岛历史上最年轻的总统。同月28日，因议会通过不信任案而下台。